# Through the Ages: A Story of Civilization
Through the Ages: A Story of Civilization es un juego de tablero para entre dos y cuatro jugadores publicado en 2006, obra del diseñador checo Vlaada Chvátil.
Los juegos de creación de civilizaciones, con títulos tan destacados como Civilización, han sido durante décadas un estándar en el mercado de los juegos de mesa, pero en Through the Ages el diseñador Vlaada Chvátil reinventó el género eliminando el mapa mundial, aparentemente indispensable, y permitiendo a los jugadores centrarse de forma más abstracta en tecnologías, líderes y maravillas. A lo largo de cuatro edades, desde la antigüedad clásica hasta la Edad Moderna, los jugadores guían a su civilización mediante un sistema de selección de cartas que constantemente impone tomar decisiones económicas y tácticas.
Los jugadores se turnan para obtener y gastar recursos para mejorar su civilización: aumentan su población, construyen estructuras y desarrollan su ejército. Además, adquieren cartas que les permiten construir maravillas o nombrar a figuras históricas como líderes (cuyos efectos perduran hasta que sean reemplazados por otro líder o se vuelvan obsoletos), desarrollar tecnologías para fortalecer sus activos u obtener recursos adicionales. Al final del turno, también tienen la oportunidad de obtener cartas militares que les permiten, al comienzo del siguiente turno, establecer eventos históricos que afectan a todos los jugadores y que se resuelven posteriormente, colonizar territorios especiales, atacar a otras civilizaciones para robar o destruir parte de sus recursos o defenderse de dichas agresiones.
La victoria la consigue el jugador cuya nación haya acumulado más puntos de cultura al final del juego, que se pueden obtener de varias formas diferentes, como desarrollando edificios y maravillas relacionadas, utilizando las habilidades especiales de sus líderes o robándolos a otros jugadores mediante su ejército.
En 2015 se publicó una versión actualizada, titulada Through the Ages: A New Story of Civilization, con nuevas ilustraciones y algunos ajustes en las reglas. Esta versión se editó en español por Devir con el nombre Through the Ages, Una Nueva Historia de la Civilización.

## Premios y nominaciones
Through the Ages ha obtenido, entre otros, los siguientes reconocimientos:
- Nominado al premio Meeples Choice Awards 2006
- Ganador del International Gamers Awards 2007 en la categoría de estrategia general; Multijugador

- Nominado al premio Golden Geek al mejor juego de cartas de 2008
- Nominado al premio Golden Geek 2008 al mejor juego de mesa para jugadores expertos
- Nominado al premio Tric Trac 2011

En 2025 accedió al salón de la fama de BoardGameGeek como uno de sus veinticinco primeros juegos seleccionados.